# Danny De Bie
Danny De Bie (né le 23 janvier 1960 à Beerzel) est un coureur cycliste et directeur sportif d'équipe cycliste belge. Spécialiste du cyclo-cross, il a été champion du monde de la discipline en 1989. Il a également été champion de Belgique en 1990, 1991 et 1992, et lauréat du Superprestige à l'issue de la saison 1989-1990. Après avoir mis fin à sa carrière de coureur, il est devenu directeur sportif en 2000 au sein de l'équipe Spaarselect, devenue en 2004 Fidea, et appelée Telenet-Fidea depuis 2009. Il est actuellement directeur sportif de l'équipe Tarteletto-Isorex où il était arrivé en 2015 avant un passage dans l'équipe Marlux.

## Palmarès en cyclo-cross
| Saison / Compétition | Championnat du monde | Coupe du monde | Superprestige | Championnat de Belgique |
| 1986/1987            | argent               |                |               | 5e                      |
| 1987/1988            | 11e                  |                |               | 3e                      |
| 1988/1989            | Or                   |                | 5e            | 3e                      |
| 1989/1990            | 11e                  |                | 1er           | 1er                     |
| 1990/1991            |                      |                | 2e            | 1er                     |
| 1991/1992            | 10e                  |                | 2e            | 1er                     |
| 1992/1993            |                      |                | 3e            | 2e                      |
| 1993/1994            | 10e                  | 2e             |               | 2e                      |
| 1994/1995            |                      | 7e             |               |                         |
| 1995/1996            |                      |                |               |                         |
| 1996/1997            |                      |                |               |                         |
| 1997/1998            | 12e                  |                |               | 4e                      |

## Palmarès sur route
- 1977
  - Sint-Martinusprijs Kontich
- 1979
  - 7e étape du Tour de Campine
- 1984
  - 3e étape du Tour du Brabant